# Ryan Mmaee
Ryan Mmaee Nwambeben Kabir, conosciuto semplicemente come Ryan Mmaee (Geraardsbergen, 1º novembre 1997), è un calciatore marocchino con cittadinanza belga, attaccante dello Stoke City.

## Caratteristiche tecniche
È una punta centrale.

## Statistiche

### Presenze e reti nei club
Statistiche aggiornate al 1º giugno 2017.
| Stagione              | Squadra               | Campionato            | Campionato | Campionato | Coppe nazionali | Coppe nazionali | Coppe nazionali | Coppe continentali | Coppe continentali | Coppe continentali | Altre coppe | Altre coppe | Altre coppe | Totale | Totale |
| Stagione              | Squadra               | Comp                  | Pres       | Reti       | Comp            | Pres            | Reti            | Comp               | Pres               | Reti               | Comp        | Pres        | Reti        | Pres   | Reti   |
| --------------------- | --------------------- | --------------------- | ---------- | ---------- | --------------- | --------------- | --------------- | ------------------ | ------------------ | ------------------ | ----------- | ----------- | ----------- | ------ | ------ |
| 2014-2015             | Standard Liegi        | D1                    | 1          | 0          | CB              | 0               | 0               |                    | -                  | -                  | -           | -           | -           | 1      | 0      |
| 2015-2016             | Standard Liegi        | D1                    | 5          | 0          | CB              | 0               | 0               | UEL                | 0                  | 0                  | -           | -           | -           | 5      | 0      |
| 2016-2017             | Standard Liegi        | D1                    | 6          | 1          | CB              | 0               | 0               | UEL                | 0                  | 0                  | -           | -           | -           | 6      | 1      |
| Totale Standard Liegi | Totale Standard Liegi | Totale Standard Liegi | 12         | 1          |                 | 0               | 0               |                    | 0                  | 0                  |             | -           | -           | 12     | 1      |
| 2017-2018             | Waasland-Beveren      | D1                    | 18         | 1          | CB              | 2               | 0               |                    | -                  | -                  |             | -           | -           | 20     | 1      |
| 2018-2019             | Aarhus                | SL                    | 9          | 0          | CD              | 3               | 3               |                    | -                  | -                  |             | -           | -           | 12     | 3      |
| 2019-2020             | AEL Limassol          | A                     | 19+1       | 5+0        | KK              | 3               | 3               |                    | -                  | -                  | SC          | 1           | 0           | 24     | 8      |
| 2020-2021             | AEL Limassol          | A                     | 22+8       | 8+6        | KK              | 6               | 3               |                    | -                  | -                  |             | -           | -           | 36     | 17     |
| Totale AEL Limassol   | Totale AEL Limassol   | Totale AEL Limassol   | 41+9       | 13+6       |                 | 9               | 6               |                    | -                  | -                  |             | 1           | 0           | 60     | 25     |
| 2021-2022             | Ferencváros           | OTP                   | 14         | 8          | MK              | 0               | 0               | UCL+UEL            | 8+6                | 4+1                |             | -           | -           | 26     | 13     |
| Totale carriera       | Totale carriera       | Totale carriera       | 103        | 29         |                 | 14              | 9               |                    | 14                 | 5                  |             | 1           | 0           | 132    | 43     |

### Cronologia presenze e reti in nazionale
| Cronologia completa delle presenze e delle reti in nazionale ― Marocco | Cronologia completa delle presenze e delle reti in nazionale ― Marocco | Cronologia completa delle presenze e delle reti in nazionale ― Marocco | Cronologia completa delle presenze e delle reti in nazionale ― Marocco | Cronologia completa delle presenze e delle reti in nazionale ― Marocco | Cronologia completa delle presenze e delle reti in nazionale ― Marocco | Cronologia completa delle presenze e delle reti in nazionale ― Marocco | Cronologia completa delle presenze e delle reti in nazionale ― Marocco |
| Data                                                                   | Città                                                                  | In casa                                                                | Risultato                                                              | Ospiti                                                                 | Competizione                                                           | Reti                                                                   | Note                                                                   |
| ---------------------------------------------------------------------- | ---------------------------------------------------------------------- | ---------------------------------------------------------------------- | ---------------------------------------------------------------------- | ---------------------------------------------------------------------- | ---------------------------------------------------------------------- | ---------------------------------------------------------------------- | ---------------------------------------------------------------------- |
| 31-8-2016                                                              | Scutari                                                                | Albania                                                                | 0 – 0                                                                  | Marocco                                                                | Amichevole                                                             | -                                                                      | 78’                                                                    |
| 2-9-2021                                                               | Rabat                                                                  | Marocco                                                                | 2 – 0                                                                  | Sudan                                                                  | Qual. Mondiali 2022                                                    | -                                                                      | 70’                                                                    |
| 6-10-2021                                                              | Rabat                                                                  | Marocco                                                                | 5 – 0                                                                  | Guinea-Bissau                                                          | Qual. Mondiali 2022                                                    | -                                                                      | 83’                                                                    |
| 9-10-2021                                                              | Casablanca                                                             | Guinea-Bissau                                                          | 0 – 3                                                                  | Marocco                                                                | Qual. Mondiali 2022                                                    | -                                                                      | 70’                                                                    |
| 12-10-2021                                                             | Rabat                                                                  | Guinea                                                                 | 1 – 4                                                                  | Marocco                                                                | Qual. Mondiali 2022                                                    | -                                                                      | 86’                                                                    |
| 12-11-2021                                                             | Rabat                                                                  | Sudan                                                                  | 0 – 3                                                                  | Marocco                                                                | Qual. Mondiali 2022                                                    | 2                                                                      | 71’                                                                    |
| 16-11-2021                                                             | Rabat                                                                  | Marocco                                                                | 3 – 0                                                                  | Guinea                                                                 | Qual. Mondiali 2022                                                    | 2                                                                      | 79’                                                                    |
| 25-1-2022                                                              | Yaoundé                                                                | Marocco                                                                | 2 – 1                                                                  | Malawi                                                                 | Coppa d'Africa 2021 - Ottavi di finale                                 | -                                                                      | 53’                                                                    |
| 30-1-2022                                                              | Yaoundé                                                                | Egitto                                                                 | 2 – 1 dts                                                              | Marocco                                                                | Coppa d'Africa 2021 - Quarti di finale                                 | -                                                                      | 86’                                                                    |
| 25-3-2022                                                              | Kinshasa                                                               | RD del Congo                                                           | 1 – 1                                                                  | Marocco                                                                | Qual. Mondiali 2022                                                    | -                                                                      | 71’                                                                    |
| 29-3-2022                                                              | Casablanca                                                             | Marocco                                                                | 4 – 1                                                                  | RD del Congo                                                           | Qual. Mondiali 2022                                                    | -                                                                      | 81’                                                                    |
| 27-9-2022                                                              | Siviglia                                                               | Paraguay                                                               | 0 – 0                                                                  | Marocco                                                                | Amichevole                                                             | -                                                                      | 64’                                                                    |
| Totale                                                                 |                                                                        | Presenze                                                               | 12                                                                     |                                                                        | Reti                                                                   | 4                                                                      |                                                                        |

## Palmarès

### Club

#### Competizioni nazionali
- Coppa del Belgio: 1

Standard Liegi: 2015-2016
- Coppa d'Ungheria: 1

Ferencváros: 2021-2022
- Campionato ungherese: 2

Ferencváros: 2021-2022, 2022-2023